# Rzeka górska

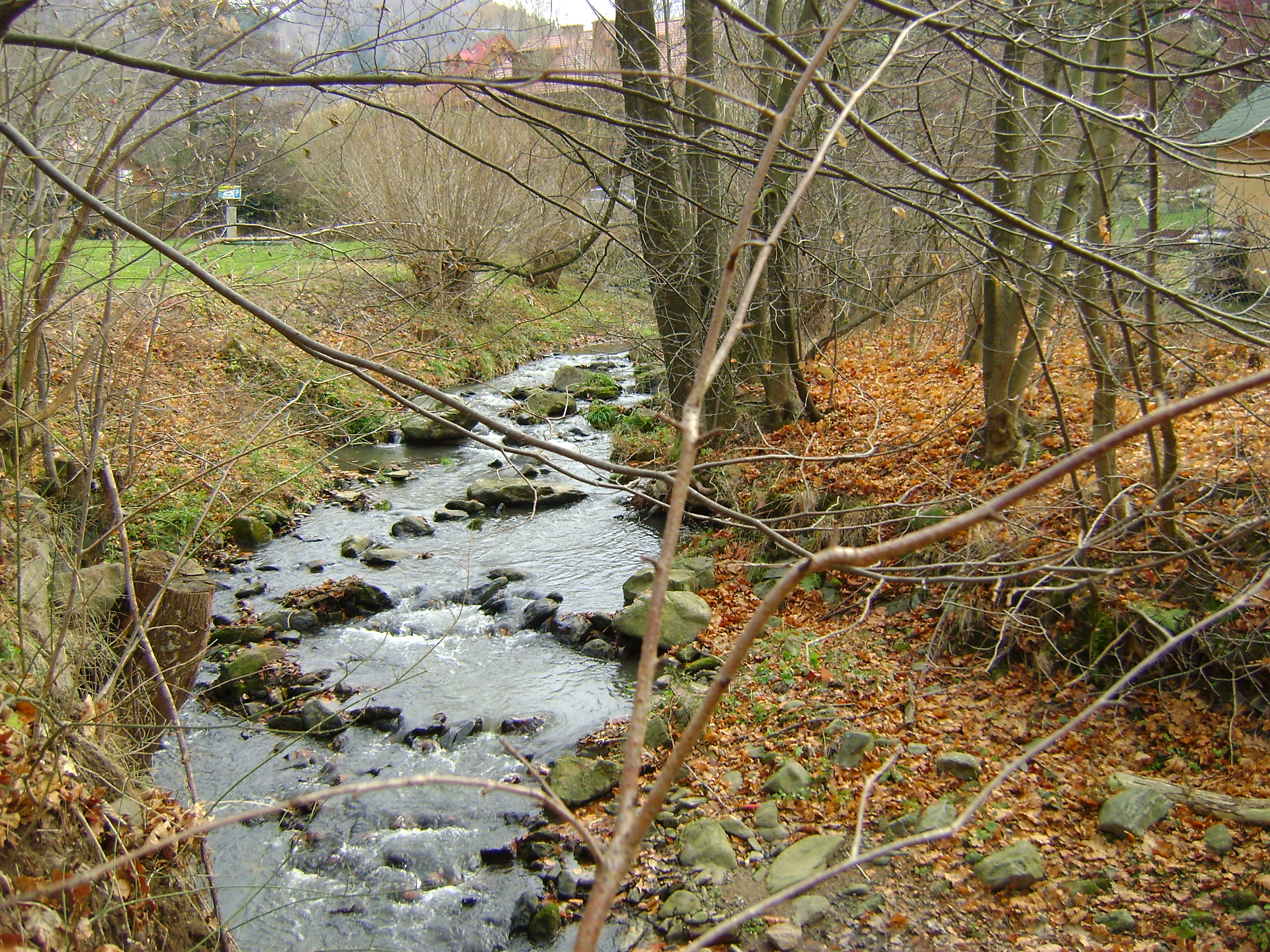
Potok górski Młynówka

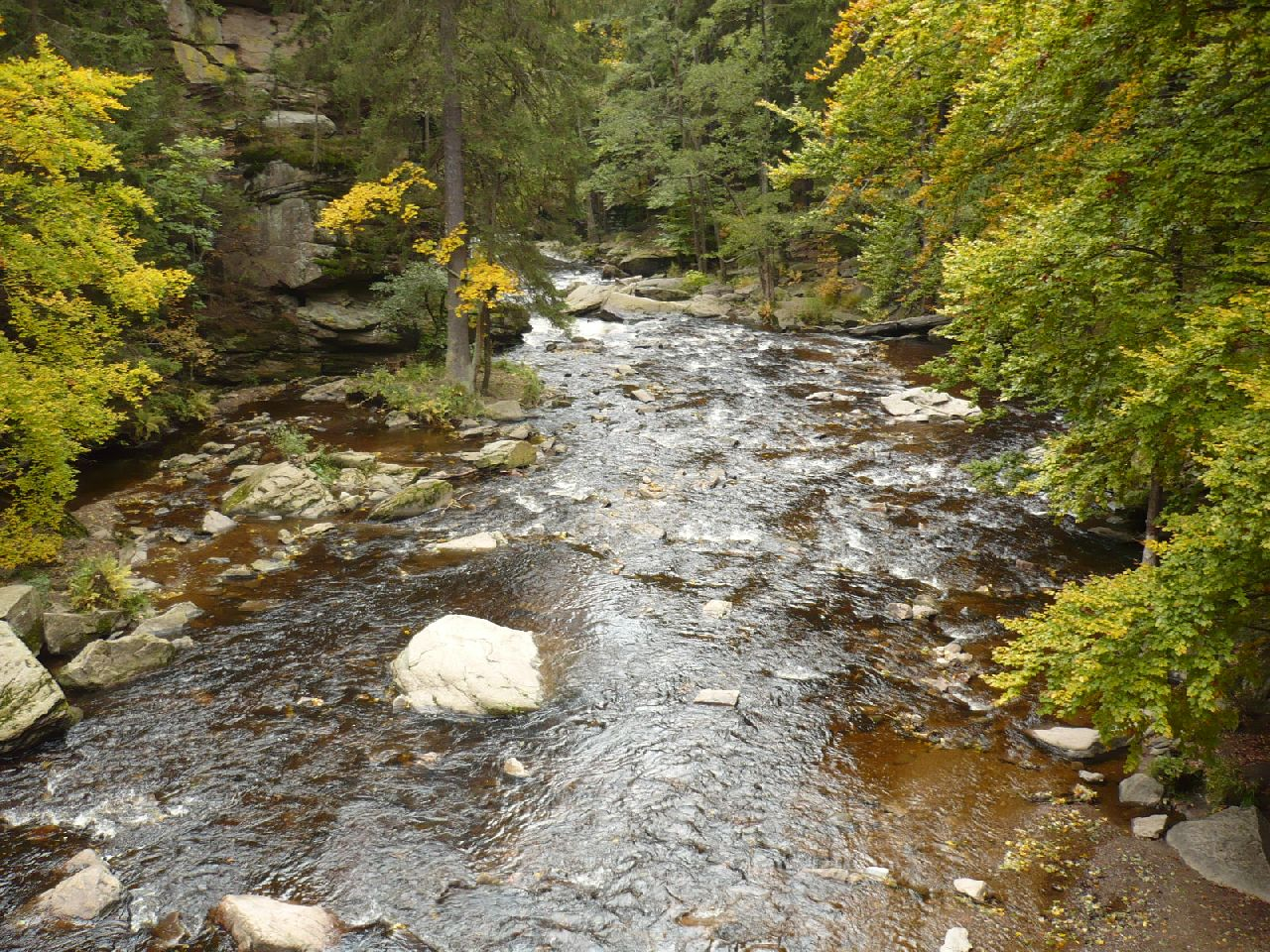
Rzeka górska - Dzika Orlica w Rezerwacie przyrody Ziemska brama

Rzeka górska – naturalny, powierzchniowy ciek płynący w wyżłobionym przez erozję rzeczną korycie, okresowo zalewający dolinę rzeczną. W Polsce przyjmuje się, że rzekę górską stanowi ciek o spadku podłużnym większym od 5‰.
Rzeki i potoki górskie charakteryzują się dużą nieregularnością stanów wody, znacznym spadkiem podłużnym wynoszącym powyżej 5‰,  dużymi wahaniami przepływów o wysokiej dynamice zjawisk związanych z ruchem wód wezbraniowych, dużą intensywnością rzecznych procesów erozyjnych oraz dużą szorstkością denną. Koryta cieków górskich przebiegają skalistymi wyłomami, często z progami i wodospadami, wyścielone są grubym rumowiskiem wleczonym (głazy, otoczaki). 
Rzeki i potoki górskie zasilane są wodami podziemnymi oraz powierzchniowymi z terenów o gruntach mało przepuszczalnych, często skalistych o znacznych dużych spadkach. Płynąca masa wody, przepływ (mierzona w m³/s), zmienia się w zależności od pory roku oraz z biegiem rzeki.
Rzeźba koryta rzeki górskiej jest urozmaicona, koryto jest wąskie, brzegi koryta są strome a dno stanowią aluwia otoczakowo-gruzowe o zróżnicowanym składzie frakcjonalnym, od głazów i dużych otoczaków po piaszczysto-ilaste cząstki. Rzeka nie zajmuje całego dna. Doliny rzek górskich mają kształt U-kształtny, są to doliny przemodelowane przez lodowiec.